# Zonga, el ángel diabólico
Zonga, el ángel diabólico es una película musical mexicana de 1958, producida, escrita y dirigida por Juan Orol, y protagonizada por María Esquivel y Víctor Junco. Está basada en la historieta ¡Tabú!, de Guillermo de la Parra, publicada en la revista Chamaco en 1951, y que alcanzaría su máxima popularidad en la década de los 1970s con el nombre de Rarotonga.

## Argumento
Zonga, una reina hechicera, mantiene a los pobladores de una isla bajo la sugestión de que los tiene embrujados y deben obedecer todas sus órdenes.
Un día llega a la isla el doctor Alejandro Aldama para hacer su servicio social. El médico cura a los nativos de sus males tras largas noches de desvelos investigando mediante su pequeño microscopio, con lo que va despojando a Zonga de sus súbditos. Entonces ella, que en las noches de luna llena danzaba eróticamente y se entregaba a quien saliera vencedor de una lucha con machetes por sus favores sexuales, siente deseos del brujo blanco y no para hasta que lo hace suyo. Pero él tiene otros planes donde ella no encaja, y eso acaba desencadenando una horrible tragedia.

## Reparto
- María Esquivel ... Zonga
- Víctor Junco... Alejandro Aldama
- Jaime Fernández ... Dejo
- Andrés Soler ... Don Ismael Maganda
- Aída Araceli ... Graciela

## Comentarios
Entre 1957 y 1958 Juan Orol puso en marcha una intensa campaña publicitaria en los medios impresos para dar a conocer entre el público mexicano a su tercera musa, la voluptuosa cubana María Esquivel. Con su nuevo amor en el papel estelar, Orol filmó varias películas,  siendo la de mayor repercusión en su momento la titulada Zonga, el ángel diabólico, cuyo argumento se inspiró  en ¡Tabú!, la historieta original de Guillermo de la Parra, quien retomó el efectivo esquema de un científico blanco que se enfrenta a las fuerzas naturales (la selva exótica y quienes la habitan) y sobrenaturales (la brujería), encarnadas en una hermosa nativa. Aquí la selva termina por dominar al hombre blanco; la brujería primitiva se impone a la medicina, y finalmente, el deseo en estado puro termina por aniquilar la conciencia. La conclusión lógica es la muerte de la protagonista. El director sentía gran atracción por el tema de las mujeres exóticas, en varias de sus cintas las protagonistas son nativas de lugares paradisíacos, acechadas por un “fuereño” y un nativo. Aunque con distinto final —unas veces sufren algún castigo, otras encuentran el amor—, el realizador exploró el tema en Embrujo antillano (1946) y Tania, la bella salvaje (1947). 
De fuerte contenido erótico para la época, Zonga tiene secuencias de un aberrante sadomasoquismo. Baste citar aquella escena en la que la protagonista dice al médico blanco (Víctor Junco):  ¡Pégame, pégame brujo, ya que no quieres acariciarme!, a lo que el “civilizado” galeno respondía con tremendas cachetadas, rompiéndole la boca (en un agudo contrapicado para enfatizar la situación de desventaja).  
La película fue la primera filmada a todo color por Orol, quien invirtió en su producción medio millón de pesos. La previa referencia iconográfica de la historieta se resolvió con el color adicional utilizando filtros y gelatinas, y mediante un cuidadoso esquema de iluminación ideado por Agustín Jiménez y Sergio Véjar, quien contó algunas anécdotas de la filmación, como la intención de Orol de filmar en escenarios naturales de Cuba, país que acabó descartando por el movimiento revolucionario que se gestaba en ese momento para sustituirlo por locaciones del estado de Veracruz, conformándose finalmente con rodarla en la “exuberancia” escenográfica dispuesta por Ramón Rodríguez Granada en el interior de los Estudios Tepeyac. O la vez en que éste le advirtió a Orol que detrás de “la selva” aparecía un coche, a lo que el airado director respondió: «Si con las nalgas de mi mujer alguien ve algo más, ¡le devuelvo la taquilla!». Véjar narró también que a la Esquivel le colocaban cintas adhesivas en el busto para elevarlo y le pintaban cada uña de distinto color por lo que Orol le exigía extender las manos para que el fotógrafo las captara, recortando así los gastos de producción. 
La publicidad del film ponderaba los sensuales bailes asociados a ritos y ceremonias afrocubanas interpretados por la actriz escasa de ropa (en una escena incluso llega a enseñar un seno); un desnudo de la juvenil Aída Araceli, los paisajes seudotropicales y el siempre atractivo tema del amor entre opuestos explorado en la literatura y retomado por el cine ya sea  de raza, religión o cultura. Ingredientes todos ellos que convirtieron a Zonga, en un éxito de taquilla desde su estreno.
La escritora Yolanda Vargas Dulché reveló que el personaje se les había ocurrido a ella y a su esposo Guillermo de la Parra cuando, en un crucero por las islas del sur, conocieron a una mujer bellísima que les inspiró el personaje.
La primera adaptación cinematográfica de ¡Tabú! fue pensada originalmente para ser protagonizada por la rumbera cubana Rosa Carmina. Sin embargo, Rosa cedió el argumento a su exesposo, Juan Orol, como un vehículo para su nueva esposa y musa (Esquivel).

## Otras versiones

### Historieta
- ¡Tabú! (1951), publicada en la revista Chamaco, de Publicaciones Herrerías.[4]

- Rarotonga (1973), publicada en la revista Lágrimas, Risas y Amor, de Editorial Argumentos (EDAR)

### Cine
- En 1978 se realizó una nueva adaptación cinematográfica con el título de Rarotonga.[5] Fue dirigida por Raúl Ramírez y protagonizada por la vedette Gloriella. Ante el éxito de la cinta, en 1980 el mismo director realiza una secuela titulada La isla de Rarotonga, pero en una versión libre del argumento original.

### Música
- En 1992, la banda de Rock mexicana Café Tacvba interpretó una canción con el nombre de la historieta, e incluida en su álbum debut Café Tacuba.